# Petrilje
Petrilje (cyr. Петриље) – wieś w Serbii, w okręgu jablanickim, w gminie Medveđa. W 2011 roku liczyła 36 mieszkańców.